# Iphitrachelus danielssoni
Iphitrachelus danielssoni är en stekelart som beskrevs av Peter Neerup Buhl 2005. Iphitrachelus danielssoni ingår i släktet Iphitrachelus och familjen gallmyggesteklar. Inga underarter finns listade i Catalogue of Life.